# Тринидадско-японские отношения
Тринидадско-японские отношения — дипломатические отношения Японии и Тринидада и Тобаго, установленные в мае 1964 года, спустя два года после признания независимости Тринидада и Тобаго.

## Двусторонние отношения
В 1974 и 1975 годах с визитами в Японии побывал премьер-министр Тринидада и Тобаго Эрик Уильямс. В 1979 году в городе Порт-оф-Спейн открылось японское посольство. В 2014 году во время поездки по странам Карибского бассейна Тринидад и Тобаго посетил премьер-министр Японии Синдзо Абэ. 27 июля состоялась его двусторонняя встреча с премьер-министром Камлой Персад-Биссессар — первая в истории встреча на подобном уровне, которая прошла в связи с 50-летием установления дипломатических отношений между двумя странами. По этому же случаю в порты Тринидада и Тобаго зашли корабли морских сил самообороны Японии.
С 2015 года послом Японии в Тринидад и Тобаго, равно как и в ряд других стран Карибского региона, является господин Мицухико Окада. По состоянию на октябрь 2016 года в Тринидаде и Тобаго проживали постоянно 53 подданных Японии, в самой Японии по состоянию на июнь 2017 года проживал 101 гражданин Тринидада и Тобаго.

## Экономика
Между Тринидадом и Тобаго и Японией установлены достаточно крепкие и близкие экономические отношения, характеризуемые сотрудничеством японских конгломератов с региональными тринидадскими производителями. В 2014 году основными статьями экспорта Тринидада и Тобаго в Японию были сжиженный природный газ и какао бобы, торговый оборот составил 91,5 млн. долларов США. Из Японии экспортировались преимущественно автомобили, электрогенераторы, запчасти и шины на сумму 177,2 млн. долларов США. В 2014 году на двусторонней встрече премьер-министр Тринидада и Тобаго выразила заинтересованность в дальнейшем расширенном трёхстороннем сотрудничестве Тринидада и Тобаго, стран Карибского бассейна и Японии.

## Культурные связи
- 1992: Япония выделяет гранты на содержание Национального музея и галереи живописи в Порт-оф-Спейне[2].
- 1996: визит члена Палаты представителей Японии Хироси Мицудзуки[англ.] в Тринидад и Тобаго с целью получения поддержки кандидатуры Японии на проведение чемпионата мира по футболу 2002 года[2].
- 2001: проведение «недели Японии» в Тринидаде и Тобаго по случаю 30-летия установления отношений с Японией[2].
- 2012: 11-й ежегодный фестиваль Анимации и новых медиа в Animae Caribe, проведение аналогичного мероприятия на Ямайке[6][2].
- 2014: показательные выступления на тему боевых искусств в Порт-оф-Спейне[2].